# Zbigniew Olszak
Zbigniew Olszak (ur. 1946 r.) – polski matematyk. Absolwent Uniwersytetu Wrocławskiego. Od 2004 r. profesor na Wydziale Podstawowych Problemów Techniki Politechniki Wrocławskiej i dziekan tego wydziału (2008−2012).